# Cusch Jung
Cusch Jung (eigentlich Klaus Jung; * 1958 in Kaiserslautern) ist ein deutscher Musiker, Sänger, Regisseur und Schauspieler. Er ist seit 2015 Chefregisseur der Musikalischen Komödie in Leipzig.

## Leben
Jung ist als Schauspieler, Sänger, Tänzer, Regisseur, Choreograf, Synchronsprecher, Autor und Dozent vor allem in Musicals aktiv. Ab 1984 gehörte er 15 Jahre lang zum festen Musical-Ensemble des Theaters des Westens, wo er u. a. als Judas (Jesus Christ Superstar), Jean-Michel (La Cage aux Folles) und Cliff in Cabaret Erfolge feierte. Weitere Stationen seiner Karriere waren Hamburg, Dortmund, Kassel, Essen, Bonn, München, Meiningen, Zürich, Basel und St. Gallen in Rollen wie Che Guevara (Evita), Tony (West Side Story) oder als Staranwalt Billy Flynn (Chicago, 1999). Für die Stage Entertainment spielte er den Harry in Mamma Mia! (2002–04), Thénadier in Les Misérables (2004/05), Rochefort in Die drei Musketiere (2005/06) sowie Herbert in Ich will Spaß! (2008).
Jung inszenierte eigene Revuen (Alles nur Theater, Meine Herren, Heute sehen Sie mich…) und Musical-Klassiker wie My Fair Lady (auch als Higgins), Cabaret (Conferencier), Kiss me, Kate, Anatevka, Mozart! und Jekyll & Hyde. Im Film Der König der Löwen übernahm er die Gesangsstimme von Simba.
In der Fernsehserie Adelheid und ihre Mörder spielte er 2003 in der Folge Ende einer Karriere mit.
Jung ist Preisträger des „International Musical Awards“. Als Gastdozent unterrichtete er an der Joop van den Ende Academy.
In der deutschen Erstaufführung von Sister Act am Operettenhaus Hamburg übernahm er 2010–12 die Rolle des Bösewichts Shank. Jung gastierte u. a. mit Inszenierungen von Eine Nacht in Venedig am Theater St. Gallen (2012/13) und der deutschen Erstaufführung von Peter Pan am Opernhaus Halle. In der Spielzeit 2014/15 spielte er an der Oper Leipzig die Rolle des Shrank in der West Side Story. 2015 inszenierte er die Uraufführung des Musicals Der gestiefelte Kater bei den Brüder-Grimm-Festspielen Hanau.
Seit der Spielzeit 2015/16 ist Jung Chefregisseur der Musikalischen Komödie in Leipzig. Dort inszenierte er die europäische Erstaufführung von Alfred Uhrys Musical LoveMusik über das Leben Kurt Weills und Lotte Lenyas, in dem Jung auch die Rolle des Bertolt Brecht übernahm. Weitere Inszenierungen in Leipzig waren u. a. das Musical Dracula von Frank Wildhorn, Gilbert & Sullivans Die Piraten von Penzance, Bernsteins On the Town und Puccinis La fanciulla del West.